# أو تاناكا
أو تاناكا (باليابانية: 田中 碧) (مواليد 10 سبتمبر 1998)، هو لاعب كرة قدم سابق كان يلعب كلاعب وسط.

## وصلات خارجية
- أو تاناكا على موقع رابطة كرة القدم اليابانية للمحترفين (اليابانية)
- أو تاناكا على موقع إي إس بي إن إف سي (الإنجليزية)
- أو تاناكا على موقع قاعدة بيانات كرة القدم.إي يو (الإنجليزية)
- أو تاناكا على موقع ناشيونال فوتبول تيمز (الإنجليزية)
- أو تاناكا على موقع Soccerbase.com (لاعب) (الإنجليزية)
- أو تاناكا على موقع Soccerway.com (الإنجليزية)
- أو تاناكا على موقع عالم كرة القدم.نت (الإنجليزية)
- أو تاناكا على موقع أوليمبيديا (الإنجليزية)